# Probolocorphe uca
Probolocorphe uca är en plattmaskart. Probolocorphe uca ingår i släktet Probolocorphe och familjen Microphallidae. Inga underarter finns listade i Catalogue of Life.